# Selago perplexa
Selago perplexa är en flenörtsväxtart som beskrevs av O.M. Hilliard. Selago perplexa ingår i släktet Selago och familjen flenörtsväxter. Inga underarter finns listade i Catalogue of Life.